# Cyanea glabra
Cyanea glabra là loài thực vật có hoa trong họ Hoa chuông. Loài này được (E.Wimm.) H.St.John mô tả khoa học đầu tiên năm 1981.